# Natation aux Jeux olympiques de la jeunesse de 2014
Navigation
Édition précédente Édition suivante
Les épreuves de natation aux jeux olympiques de la jeunesse d'été de 2014 ont lieu au Stade du Centre sportif olympique de Nankin de Nankin, en Chine, du 17 au 22 août 2014.

## Podiums

### Garçons
| Épreuves               | Or                                                                                 | Argent                                                                                   | Bronze                                                                                  |
| Nage libre             | Nage libre                                                                         | Nage libre                                                                               | Nage libre                                                                              |
| ---------------------- | ---------------------------------------------------------------------------------- | ---------------------------------------------------------------------------------------- | --------------------------------------------------------------------------------------- |
| 50 m                   | Yu Hexin 22 s 00                                                                   | Matheus Santana 22 s 43                                                                  | Dylan Carter 22 s 53                                                                    |
| 100 m                  | Matheus Santana 48 s 25                                                            | Yu Hexin 49 s 06                                                                         | Damian Wierling 49 s 07                                                                 |
| 200 m                  | Nicolangelo Di Fabio 1 min 48 s 45                                                 | Kyle Stolk 1 min 48 s 59                                                                 | Damian Wierling 1 min 48 s 91                                                           |
| 400 m                  | Mykhailo Romanchuk 3 min 49 s 76                                                   | Marcelo Alberto Acosta 3 min 51 s 32                                                     | Henrik Christiansen 3 min 51 s 55                                                       |
| 800 m                  | Akram Ahmed 7 min 54 s 29                                                          | Mykhailo Romanchuk 7 min 56 s 34                                                         | Henrik Christiansen 7 min 57 s 07                                                       |
| Dos                    |                                                                                    |                                                                                          |                                                                                         |
| 50 m                   | Evgeny Rylov 25 s 09                                                               | Apostolos Christou 25 s 44                                                               | Simone Sabbioni 25 s 47                                                                 |
| 100 m                  | Evgeny Rylov Simone Sabbioni 54 s 24                                               | -                                                                                        | Li Guangyuan 54 s 56                                                                    |
| 200 m                  | Li Guangyuan 1 min 56 s 94                                                         | Evgeny Rylov 1 min 57 s 08                                                               | Luke Greenbank 1 min 59 s 03                                                            |
| Brasse                 |                                                                                    |                                                                                          |                                                                                         |
| 50 m                   | Nikola Obrovac 27 s 83                                                             | Carlos Claverie 27 s 94                                                                  | Anton Chupkov 28 s 43                                                                   |
| 100 m                  | Anton Chupkov 1 min 1 s 29                                                         | Maximilian Pilger 1 min 1 s 51                                                           | Carlos Claverie 1 min 1 s 56                                                            |
| 200 m                  | Ippei Watanabe 2 min 11 s 31                                                       | Carlos Claverie 2 min 11 s 74                                                            | Anton Chupkov 2 min 11 s 87                                                             |
| Papillon               |                                                                                    |                                                                                          |                                                                                         |
| 50 m                   | Li Zhuhao 23 s 69                                                                  | Dylan Carter 23 s 81                                                                     | Mathys Goosen 24 s 13                                                                   |
| 100 m                  | Li Zhuhao 52 s 94                                                                  | Aleksandr Sadovnikov 52 s 97                                                             | Nicholas Brown 53 s 18                                                                  |
| 200 m                  | Tamás Kenderesi 1 min 55 s 95                                                      | Benjamin Gratz 1 min 57 s 71                                                             | Giacomo Carini 1 min 58 s 14                                                            |
| Quatre nages           |                                                                                    |                                                                                          |                                                                                         |
| 200 m                  | Benjamin Gratz 2 min 1 s 08                                                        | Povilas Strazdas 2 min 2 s 32                                                            | Norbert Szabo 2 min 2 s 47                                                              |
| Relais                 |                                                                                    |                                                                                          |                                                                                         |
| 4 × 100 m nage libre   | Royaume-Uni Duncan Scott Martyn Walton Luke Greenbank Miles Munro 3 min 21 s 19    | Italie Alessandro Bori Nicolangelo Di Fabio Giacomo Carini Simone Sabbioni 3 min 22 s 29 | Allemagne Marek Ulrich Damian Wierling Alexander Kunert Maximilian Pilger 3 min 22 s 93 |
| 4 × 100 m quatre nages | Russie Evgeny Rylov Aleksandr Sadovnikov Anton Chupkov Filipp Shopin 3 min 38 s 02 | Allemagne Maximilian Pilger Damian Wierling Alexander Kunert Marek Ulrich 3 min 39 s 30  | Australie Grayson Bell Kyle Chalmers Nicholas Brown Nic Groenewald 3 min 40 s 68        |

### Filles
| Épreuves             | Or                                                        | Argent                                                                                      | Bronze                                                                       |
| Nage libre           | Nage libre                                                | Nage libre                                                                                  | Nage libre                                                                   |
| -------------------- | --------------------------------------------------------- | ------------------------------------------------------------------------------------------- | ---------------------------------------------------------------------------- |
| 50 m                 | Rozaliya Nasretdinova 24 s 88                             | Ami Matsuo 25 s 27                                                                          | Daria Ustinova 25 s 56                                                       |
| 100 m                | Shen Duo 53 s 84                                          | Siobhan Bernadette Haughey 54 s 61                                                          | Qiu Yuhan 54 s 66                                                            |
| 200 m                | Shen Duo 1 min 56 s 12                                    | Qiu Yuhan 1 min 56 s 82                                                                     | Brianna Throssell 1 min 58 s 57                                              |
| 400 m                | Hannah Moore 4 min 11 s 05                                | Sarisa Suwannachet 4 min 11 s 23                                                            | Kathrin Demler 4 min 11 s 25                                                 |
| 800 m                | Simona Quadarella 8 min 35 s 39                           | Jimena Pérez Blanco 8 min 36 s 95                                                           | Joanna Evans 8 min 39 s 75                                                   |
| Dos                  |                                                           |                                                                                             |                                                                              |
| 50 m                 | Maaike de Waard 28 s 36                                   | Jessica Fullalove 28 s 66                                                                   | Gabrielle Fa'amausili 28 s 69                                                |
| 100 m                | Clara Smiddy 1 min 1 s 22                                 | Jessica Fullalove 1 min 1 s 23                                                              | Bobbi Gichard 1 min 1 s 25                                                   |
| 200 m                | Ambra Esposito Hannah Moore 2 min 10 s 42                 | -                                                                                           | Africa Zamorano Sanz 2 min 11 s 94                                           |
| Brasse               |                                                           |                                                                                             |                                                                              |
| 50 m                 | Rūta Meilutytė 30 s 14                                    | Julia Willers 31 s 78                                                                       | Anna Sztankovics 31 s 84                                                     |
| 100 m                | Rūta Meilutytė 1 min 5 s 39                               | He Yun 1 min 7 s 49                                                                         | Anastasiya Malyavina 1 min 8 s 16                                            |
| 200 m                | Anastasiya Malyavina 2 min 26 s 43                        | Yang Ji-won 2 min 27 s 31                                                                   | Anna Sztankovics 2 min 27 s 66                                               |
| Papillon             |                                                           |                                                                                             |                                                                              |
| 50 m                 | Rozaliya Nasretdinova 26 s 26                             | Svenja Stoffel 26 s 62                                                                      | Nastja Govejsek 26 s 70                                                      |
| 100 m                | Liliana Szilagyi 57 s 67                                  | Zhang Yufei 57 s 95                                                                         | Brianna Throssell 59 s 12                                                    |
| 200 m                | Liliana Szilagyi 2 min 6 s 59                             | Zhang Yufei 2 min 8 s 22                                                                    | Brianna Throssell 2 min 9 s 65                                               |
| Quatre nages         |                                                           |                                                                                             |                                                                              |
| 200 m                | Nguyễn Thị Ánh Viên 2 min 12 s 66                         | Siobhan Bernadette Haughey 2 min 13 s 21                                                    | Meghan Small 2 min 14 s 01                                                   |
| Relais               |                                                           |                                                                                             |                                                                              |
| 4 × 100 m nage libre | Chine Qiu Yuhan He Yun Zhang Yufei Shen Duo 3 min 41 s 19 | Russie Rozaliya Nasretdinova Daria Ustinova Irina Prikhodko Daria Mullakaeva 3 min 42 s 39  | Australie Brianna Throssell Ella Bond Amy Forrester Ami Matsuo 3 min 44 s 44 |
| 4 × 100 m 4 nages    | Chine He Yun Qiu Yuhan Shen Duo Zhang Yufei 4 min 3 s 58  | Royaume-Uni Charlotte Atkinson Georgina Evans Jessica Fullalove Amelia Maughan 4 min 5 s 75 | Australie Ella Bond Amy Forrester Ami Matsuo Brianna Throssell 4 min 6 s 38  |

### Mixte
| Épreuves                    | Or                                                           | Argent                                                                                       | Bronze                                                                             |
| --------------------------- | ------------------------------------------------------------ | -------------------------------------------------------------------------------------------- | ---------------------------------------------------------------------------------- |
| Relais 4 × 100 m nage libre | Chine Li Guangyuan Qiu Yuhan Yu Hexin Shen Duo 3 min 27 s 02 | Brésil Luiz Altamir Natalia de Luccas Matheus Santana Giovanna Diamante (en) 3 min 31 s 55   | Australie Kyle Chalmers Ami Matsuo Brianna Throssell Nicholas Brown 3 min 31 s 76  |
| Relais 4 × 100 m 4 nages    | Chine Yu Hexin He Yun Li Zhuhao Zhang Yufei 3 min 49 s 33    | Russie Evgenij Rylov Aleksandr Sadovnikov Rozaliya Nasretdinova Daria Ustinova 3 min 50 s 86 | Australie Grayson Bell Kyle Chalmers Amy Forrester Brianna Throssell 3 min 52 s 45 |